# Aleksandrowka (rejon azowski)
Aleksandrowka (ros. Александровка) – wieś w Rosji, w obwodzie rostowskim, w rejonie azowskim. W 2010 liczyła 4744 mieszkańców.